# Elbkarte
Die Elbkarte von Melchior Lorichs ist eine ein Meter hohe und zwölf Meter lange Ansicht der Unterelbe von Geesthacht bis zur Nordsee aus dem Jahre 1568, erstellt im Auftrag des Rats der Stadt Hamburg. Die Karte befindet sich im Hamburger Staatsarchiv. Eine Reproduktion ist im Museum für Hamburgische Geschichte ausgestellt.

## Hintergrund
Hintergrund war ein Streit der Stadt Hamburg mit dem Herzogtum Braunschweig und Lüneburg um das Stapelrecht an der Elbe, das Hamburg für sich allein beanspruchte. Im 16. Jahrhundert klagten die Städte Harburg, Stade, Buxtehude und Lüneburg beim Reichsgericht auf ihr Recht auf freie Schifffahrt und machten geltend, dass das 1482 von Kaiser Friedrich III. an Hamburg erteilte Privileg lediglich für die Norderelbe von der Bunthäuser Spitze bis zum Mühlenberger Loch gelte, die Süderelbe hingegen der Hauptstrom im Elbdelta sei, auf das Hamburg seinen Machtbereich nicht ausweiten könne.
Die Hamburger beauftragten daraufhin den Maler und Kartographen Lorichs mit der Erstellung einer Karte über den Verlauf der Elbe, die 1568 dem Gericht vorgelegt wurde. Damit wurde zum einen dargestellt, dass die Elbe ein einheitlicher Strom sei, deren Hauptwasser über die Norderelbe fließe, und zum anderen, durch die präzise Einzeichnung von Leuchtfeuern und Fahrwassermarkierungen, dass die Stadt Hamburg die Hauptsorge für die Flusssicherung trage. Lorichs erhielt für diese Arbeit 580 Mark, das entsprach etwa dem Jahresgehalt des damaligen obersten Ratssyndikus. Am 16. April 1619 erging auf der Grundlage dieser Elbkarte das Urteil, das die Hamburger Privilegien für den gesamten Bereich der Unterelbe anerkannte, doch die Ausweitung des Stapelrechts auf die Süderelbe ablehnte. Hamburg nahm das Urteil sofort an, Dänemark, das noch weitere Punkte in das Verfahren eingebracht hatte, verzichtete erst im Gottorper Vertrag 1768 auf die Revision und machte das Urteil damit rechtskräftig.

## Beschreibung
Die Karte misst einschließlich des schwarzen Randes 12,15 Meter mal 1,09 Meter. Sie besteht aus 44 gefalzten Folioblättern zu etwa 56,5 : 44,5 cm. Diese Blätter sind in zwei Reihen übereinander verklebt und um eine weitere Reihe von 11 cm Höhe oben ergänzt. Mit einer vertikalen Überlappung von 2 bis 3 cm und horizontal von 6 cm sind die Blätter auf Leinwand aufgezogen. Sie wurde zur Gerichtsverhandlung im Dezember 1567 vermutlich unkoloriert vorgelegt und erst in einen späteren Arbeitsgang koloriert und am 1. März 1568 fertiggestellt.

## Darstellung
Obwohl die Norderelbe gegenüber der Süderelbe in unrealistischem Maße stark vergrößert ist, gilt
die Gesamtdarstellung der Karte mit ihrer sonstigen Genauigkeit und ihrem Detailreichtum als eines der aufschlussreichsten Dokumente über die Topographie des Unterelberaums im 16. Jahrhundert. Vor allem die Verhältnisse im Hamburger Raum sind, bis auf einige Ausnahmen, deutlich aufgezeichnet. Sie machen etwa ein Drittel der Karte aus.

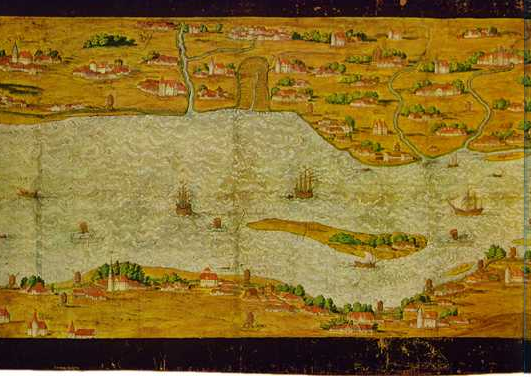
Pagenwerder
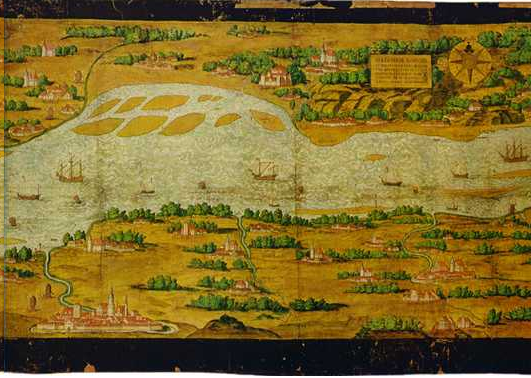
Stade
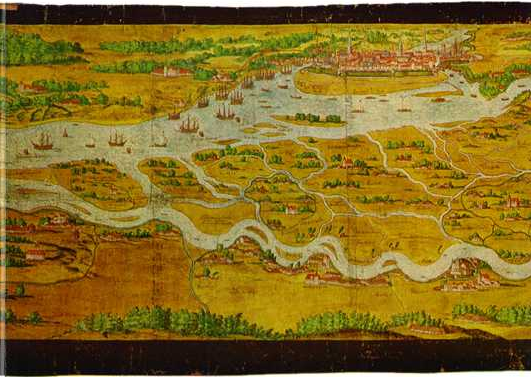
Hamburg
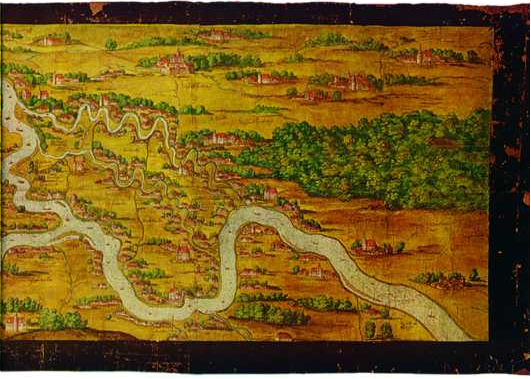
Vier- und Marschlande

Im östlichen Teil der Karte sind in der Darstellung der Vier- und Marschlande die bereits vollzogenen Abdeichungen der Gose Elbe und Dove Elbe sowie die Anlage des Schleusengrabens zwischen Bille und Dove Elbe südlich von Bergedorf zu erkennen. Der Stadt Hamburg vorgelagert sind der Grasbrook, der noch nicht in den Großen und den Kleinen Grasbrook geteilt ist, und Grandeswerder. Zwischen Norder- und Süderelbe bestehen eine Vielzahl von Flussinseln, der ehemalige Gorieswerder, der durch mehrere Sturmfluten geteilt wurde. Der Hauptteil wurde um 1700 zusammengedeicht, hier entstand der spätere Hamburger Stadtteil Wilhelmsburg. Im westlichen Teil der Inselgruppe ist die Einmündung der Süderelbe abgebildet, mit diversen Flussarmen, unter anderem dem Köhlbrand, und den darin gelegenen Inseln Finkenwerder und Altenwerder.

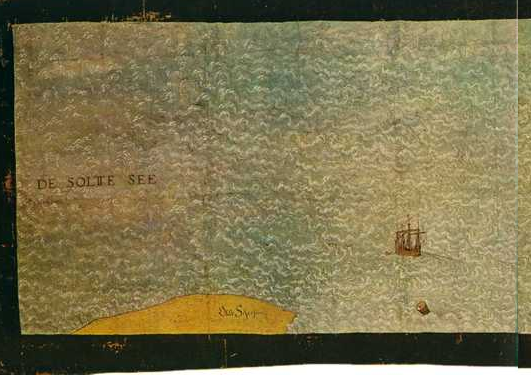
Scharhörn
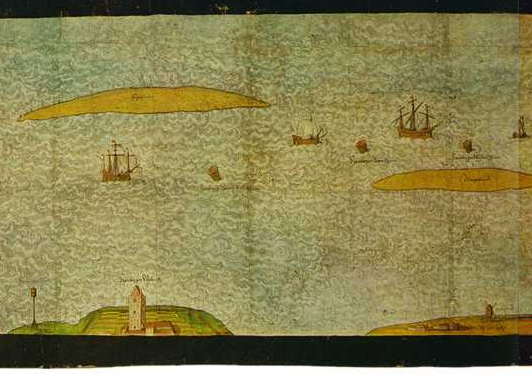
Neuwerk
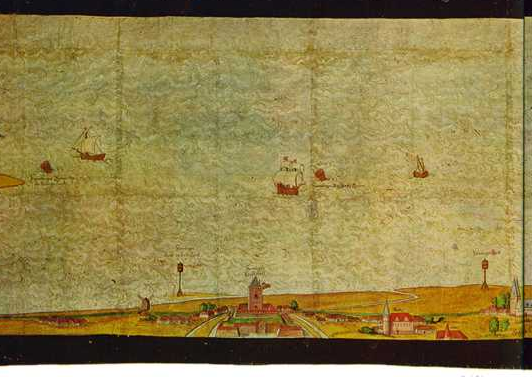
Ritzebüttel
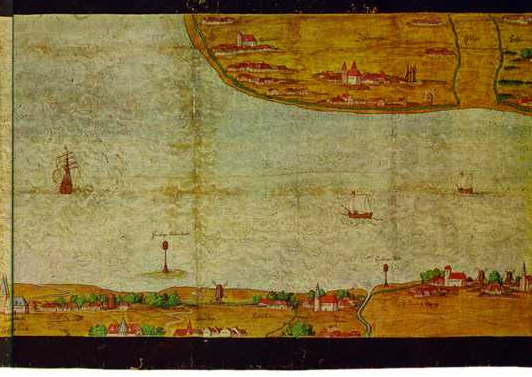
Land Hadeln

Die anderen zwei Drittel der Karte stellen vor allem den Schiffsverkehr dar und die den Fahrweg regulierenden Hamburger Tonnen und Baken. Die zahlreichen Anrainer-Ortschaften wie Stade oder Brunsbüttel sind verhältnismäßig klein gezeichnet neben den beiden Hamburger Belegenheiten Ritzebüttel und Neuwerk im Mündungsbereich der Elbe.

## Nachzeichnung von Eugen Schuback
Eugen W. Schuback fertige im Jahre 1843 eine Nachzeichnung an. Sie ist etwa auf ein Viertel verkleinert. Seewärts endet sie mit Neuwerk und bildet Scharhörn nicht ab. Sie ist damit auch um ein Achtel kürzer. Zusätzlich enthält die Karte eine auf ein Viertel verkleinerte Nachzeichnung einer Karte Ritzebüttels von Melchior Lorichs aus dem Jahre 1595, die im Feuer von 1842 verloren ging.